# Laxman Basnet
Laxman Basnet (ur. 21 lutego 1957) – nepalski lekkoatleta (długodystansowiec), olimpijczyk.
Brał udział w Letnich Igrzyskach Olimpijskich 1980 w Moskwie. Wystąpił w eliminacyjnym biegu na 5000 metrów, w którym zajął ostatnie 11. miejsce (z czasem 16:11,7). Jego rezultat był najgorszym wynikiem eliminacji.
Służył w nepalskiej armii.